# Вільям Шерман
Вільям Текумсе Шерман (англ. William Tecumseh Sherman; 8 лютого 1820, Ланкастер, Огайо — 14 лютого 1891, Нью-Йорк) — американський генерал, вихованець Вест-Пойнтської військової школи, який у 1840—1841 роках брав участь у війні проти семінолів у Флориді. Служив у Війні 1847 року в Каліфорнії. У 1853 році залишив військову службу і відкрив банк в Сан-Франциско; в 1860 зайняв місце директора військової школи в Луїзіані.
З початком Громадянської війни (1861—1865) вступив до армії північних штатів, командуючи послідовно полком, бригадою і дивізією. Відзначився в битві (6 і 7 квітня 1862) під Шайло (Shiloh), брав участь в облозі Віксбурга, після взяття якого (4 липня 1863) переслідував генерала конфедератів Джонстона до Джексона, зруйнувавши це місто, і тим забезпечив союзній армії панування в західній частині штату Міссісіпі.
Коли Шерманові довірено командування західною армією після призначення Гранта головнокомандувачем союзної армії, він рушив до міцно укріпленої фортеці в Атланті (штат Джорджія), відтіснив генерала Джонстона, розбив Гуда і взяв Атланту (1 вересня 1864). 16 листопада зробив знаменитий похід до Атлантичного океану, для з'єднання сухопутної армії із союзним флотом. 10 грудня рушив у напрямі океану, завоював Саванну (19 грудня), зруйнував форт Мак-Алістер (21 грудня), пройшов Південну і Північну Кароліну, взяв Колумбію (17 лютого 1865) і Чарльстон (21 лютого); опісля рушив до Пітсбурга для з'єднання з Грантом, воював у битвах при Піттсбурзі й Ричмонді — і 27 квітня 1865 змусив Джонстона здатися з усією його армією.
У 1867 році керував війною на заході з індіанськими племенами; наступного року його призначено головнокомандувачем союзної армії на місце Гранта — і займав цей пост до 1883 року. Написав мемуари, які вийшли в 1875 році в Нью-Йорку. Помер від пневмонії.
На його честь було названо танк часів Другої Світової війни, а також найбільше у світі дерево за об'ємом деревини — секвою у національному парку Кінгз-Каньйон.